# Klub Sportowy Lechia Gdańsk
Il Klub Sportowy Lechia Gdańsk (pronuncia: [ˈlɛxʲa ˈɡdanʲsk]), noto in italiano come Lechia Danzica, è una società calcistica polacca con sede nella città di Danzica. Oggi milita nell'Ekstraklasa, la massima serie del campionato polacco di calcio.
Fondata nel 1945 come BOP Baltia Gdańsk, ha vinto 2 Coppe di Polonia e 2 Supercoppe di Polonia.

## Storia
Il BOP Baltia Gdańsk nasce il 1º luglio 1945 a Danzica, su iniziativa dell'Ufficio per la ricostruzione del porto (in polacco Biuro Odbudowy Portów). Il proposito del BOP era di ricostruire i porti polacchi, danneggiati durante la seconda guerra mondiale, e di promuovere la pratica sportiva tra i lavoratori portuali. Il BOP Baltia giocò la sua prima partita il 2 settembre 1945, quando fu sconfitto per 6-4 dal Milicyjnym Klubem Sportowym z Wrzeszcza ("club sportivo milizia di Wrzeszcza") in un incontro della divisione regionale. Alla fine della stagione terminò il campionato al primo posto e fu promosso in seconda divisione.
Alla fine di febbraio del 1946 il BOP cambiò nome in Club Sportivo dell'Ufficio per la ricostruzione del porto Lechia Danzica (in polacco Klub Sportowy Biura Odbudowy Portów Lechia Gdańsk). Il nome Lechia deriva da quello del Lechia Lwów, dato che la maggior parte dei lavoratori portuali del BOP e coloro che avevano studiato all'Università Tecnologica di Danzica erano stati espulsi da Leopoli (in polacco Lwów) alla fine del secondo conflitto mondiale.
Nei primi anni nelle divisioni inferiori il Lechia si comportò bene, finendo al primo posto nel campionato regionale nel 1946-1947 e nel 1947-1948. Per essere promosso in Ekstraklasa la squadra doveva vincere un ulteriore turno di qualificazione contro le altre squadre laureatesi campioni regionali. Raggiunse l'obiettivo nella stagione 1947-1948 aggiudicandosi i play-off e approdando, così, per la prima volta nella divisione di vertice del calcio polacco.
Nel 1949 il Lechia esordì in massima serie, in cui su 22 partite ne vinse solo 4 partite e ne perse 15. Nel 1950 tornò dunque a giocare in seconda divisione, ma riuscì a vincere di nuovo il campionato e poi i play-off, guadagnando così una nuova promozione in Ekstraklasa.
Tornato in Ekstraklasa, la squadra visse poi gli anni d'oro della propria storia. Nel 1952 la compagine di Danzica riuscì a salvarsi grazie al settimo posto, ma nel 1953 retrocesse, per poi conseguire una pronta risalita nel 1954, grazie al secondo posto in seconda serie. Nel 1955 i risultati migliorarono decisamente, come testimonia il quinto posto finale in massima divisione e il raggiungimento della finale della Coppa di Polonia, la prima nella storia del club. Nel percorso verso l'atto conclusivo del torneo la squadra eliminò Sandecja Nowy Sącz, Wisła Cracovia, Odra Opole e Gwardia Varsavia. In finale fu sconfitta per 5-0 dal Legia Varsavia allo Stadio dell'Armata popolare polacca (tripletta di Kempny e gol di Pohl e Słaboszewski).
Nel 1956 il Lechia Gdańsk ottenne il risultato migliore della propria storia in campionato, il terzo posto con 25 gol segnati in 22 partite, sotto la guida di Tadeusz Foryś, il più grande allenatore del Lechia, capace di condurre la squadra alla promozione in massima serie, portarla alla finale di coppa nazionale e poi alla terza piazza del campionato. Nel 1957 il Lechia concluse la stagione al quinto posto, segnando ancora 25 gol in 22 partite. Alla fine della stagione Foryś lasciò la squadra di danzica per assumere la guida degli arcirivali dell'Arka Gdynia.
Le fortune del Lechia volsero al peggio nella stagione seguente, conclusa all'ottavo posto, con la salvezza ottenuta per un solo punto. La tendenza negativa proseguì negli anni a venire: al sesto posto del 1959 con 19 gol segnati in 22 partite (fece peggio in termini realizzativi solo lo Stal Sosnowiec, giunto ultimo), seguirono tre annate molto complicate, concluse al nono posto nel 1960, all'ottavo nel 1961 e al nono nel 1962, ai limiti della zona retrocessione.

Un frangente della trasferta di Torino contro la valida per la Coppa delle Coppe 1983-1984.

Il formato della Ekstraklasa mutò nel 1962, con il passaggio da un campionato estivo (giocato in primavera-autunno) a un campionato invernale (giocato in autunno-primavera). Nella stagione 1962-1963 la squadra faticò notevolmente, vincendo solo 6 partite su 26 giocate, con 3 pareggi e 17 sconfitte. Il penultimo posto volle dire retrocessione in seconda divisione insieme al Lech Poznań.
Il ritorno del Lechia in massima serie non fu immediato. Nella stagione 1963-1964 si piazzò decima, in quella successiva, in cui vinse per 2-1 il primo confronto con l'Arka Gdynia, giunse settima. Nel 1965-1966 arrivò il sesto posto, mentre nel 1966-1967 il club subì la retrocessione a causa del tredicesimo posto, seppur per un solo punto di margine rispetto alle squadre salvatesi.
Nel 1967-1968 il Lechia militò in terza divisione nella prima annata di esistenza della categoria. La stagione nella III liga (oggi denominata II liga), vide la squadra sfiorare la promozione grazie al secondo posto nel proprio raggruppamento, dietro all'Arkonia Stettino (all'epoca veniva promossa solo la capolista di ogni girone). Nell'annata vi furono diversi derby per il Lechia, impegnato nella prima partita contro il Polonia Gdańsk, oltre che contro i vicini rivali del Bałtyk Gdynia e del Flota Gdynia.
La stagione 1968-1969 vide l'ascesa del giovane Zdzisław Puszkarz, prodotto del settore giovanile del Lechia e destinato a diventare una bandiera della squadra. Al quinto posto del 1969, reso più amaro dalla promozione dei rivali dell'Arka Gdynia, promossi in seconda serie al primo tentativo, seguirono piazzamenti migliori nel triennio successivo, vissuto in crescendo: terzo posto, secondo posto e infine primo posto e promozione in seconda divisione nella stagione 1971-1972.
Nel 1972-1973 il Lechia ottenne il settimo posto in serie cadetta, mentre nell'annata seguente la seconda serie passò da 16 squadre a 32 e fu divisa in due gironi, nord e sud, con la promozione assegnata solo alla prima classificata di ognuno dei due raggruppamenti. Quarto nel 1973-1974, il Lechia arrivò secondo l'anno dopo e nel 1975-1976, poi quinto nel 1976-1977 e di nuovo secondo nel 1977-1978, mancando di pochi punti la promozione in tutte le circostanze in cui arrivò secondo. Nel 1978-1979 il club si piazzò terzo, mancando la promozione per un punto per la seconda stagione di fila. Nel 1975 il giocatore del Lechia Puszkarz era stato convocato nella nazionale polacca per la sfida contro la Germania Est.
Le fortune del Lechia volsero in peggio alla fine degli anni '70, con piazzamenti sempre più negativi all'inizio degli anni '80. Nel 1979-1980 la seconda serie fu rivoluzionata nuovamente, venendo suddivisa in gironi est e ovest, con il Lechia inserito nel gruppo ovest e piazzatosi sesto. L'abbandono di Zdzisław Puszkarz alla fine della stagione 1980-1981, chiusa al settimo posto, fu deleteria per la squadra, che nel 1981-1982 vinse solo sei delle trenta partite giocate, finendo il torneo sette punti sotto la zona salvezza e retrocedendo così in terza divisione a causa del quattordicesimo posto.
Nel 1982-1983 la squadra visse una sorta di rinascita, vincendo il campionato di terza serie con soli nove gol subiti in 26 giornate e affermandosi in Coppa di Polonia, dove eliminò a fatica lo Start Radziejow al secondo turno (3-2 ai tiri di rigore), per poi estromettere dal torneo squadre ben più quotate, tutte militanti in massima serie: il Widzew Łódź, battuto per 5-4 ai rigori (dopo l'1-1 dei tempi supplementari) ai trentaduesimi di finale, lo Śląsk Wrocław, battuto per 3-0 agli ottavi, lo Zagłębie Sosnowiec, battuto per 1-0 ai quarti, e il Ruch Chorzów, superato per 4-3 ai rigori in semifinale. L'atto conclusivo della competizione vide il Lechia affrontare il Piast Gliwice, club militante in seconda serie, e vincere per 2-1 con reti di Górski e Kałużyński: per il Lechia fu il primo, clamoroso successo in una competizione.
Nel 1983-1984 il Lechia confermò i risultati convincenti dell'annata precedente, vincendo il girone ovest di seconda serie, con conseguente approdo in massima serie dopo ventuno anni, e aggiudicandosi la Supercoppa di Polonia grazie al successo contro il Lech Poznań, club di massima serie, per 1-0 con rete di Jerzy Kruszczyński a due minuti dal fischio finale. In stagione il club fu impegnato anche nella Coppa delle Coppe in qualità di detentore della coppa nazionale. A spegnere i sogni di gloria polacchi in Europa fu la Juventus, che si impose per 7-0 nella gara di andata in casa e per 3-2 nella gara di ritorno in trasferta.
Tornato in massima divisione, il Lechia chiuse l'annata 1984-1985 con una sofferta salvezza, ottenuta grazie al dodicesimo posto, a un solo punto dalla zona retrocessione, e al cambio di regolamento, che quell'anno previde la retrocessione di sole due squadre anziché tre come di consueto. Nel 1985-1986 e nel 1986-1987 la squadra lottò nuovamente per la salvezza, chiudendo quattordicesima prima e undicesima poi, ma nel 1987-1988, pur rinforzata dal rientrante Puszkarz, di nuovo nella rosa della squadra dopo cinque stagioni, la squadra non riuscì a evitare la retrocessione, anche per via di un nuovo cambio di regolamento, che quell'anno previde degli spareggi salvezza tra l'undicesima e la quattordicesima e la tredicesima e la dodicesima classificata. Il Lechia si piazzò dodicesimo e se la vide con il Olimpia Poznań, contro cui perse sia la gara di andata sia quella di ritorno (3-2 il punteggio totale), salutando così la massima divisione insieme allo Zagłębie Lubin, superato dal Górnik Wałbrzych. Nell'annata seguente gli spareggi salvezza sarebbero stati aboliti.
Dopo il decimo posto in seconda divisione del 1988-1989, il Lechia giunse undicesimo e poi dodicesimo nel biennio seguente, poi ottavo nel 1992 e sesto nel 1993. In questo periodo il Lechia visse forti rivalità con le altre compagini di Gdańsk, oltre che con l'Arka e il Bałtyk Gdynia. L'Arka fu tra l'altro affrontato dal Lechia per la prima volta nella coppa nazionale nel 1993-1994 (a vincere fu l'Arka per 1-0), stagione in cui in campionato il Lechia chiuse al quattordicesimo posto, a un solo punto dalla zona rossa. Nel 1994-1995 il quindicesimo posto finale condannò la squadra di Danzica alla retrocessione in terza serie, insieme ai rivali dell'Arka Gdynia.
Nel 1995 il Lechia si fuse con l'Olimpia Poznań, divenendo Olimpia/Lechia Gdańsk, squadra che militò in massima serie, mentre il Lechia Gdańsk giocò in terza divisione. Nel 1995-1996 il Lechia/Olimpia Gdańsk finì sedicesimo in massima divisione e retrocesse e anche il Lechia Gdańsk sfiorò la retrocessione in quarta serie e la sventò per un soffio, finendo sedicesima su diciotto squadre. Alla fine della stagione il Lechia/Olympia Gdańsk cambiò nome in Lechia Gdańsk e si iscrisse alla seconda divisione. Nel 1996-1997 il Lechia, giunto quindicesimo in seconda serie, retrocesse in terza serie, dove nel 1997-1998 chiuse al terzo posto.
Nell'estate del 1998 il Lechia si fuse per la seconda volta in tre anni con un altro sodalizio, questa volta il Polonia Gdańsk, per creare il Lechia-Polonia Gdańsk, che prese il posto del Polonia nella seconda divisione. Questa fusione durò tre anni, con le sorti della squadra che peggiorarono lentamente: dal settimo posto del 1998-1999 si passò al quattordicesimo nella stagione 1999-2000 e al diciannovesimo nella stagione 2000-2001, piazzamento che causò un'altra retrocessione in terza divisione. Nella stagione 2001-2002 il Lechia-Polonia militò in terza divisione, mentre la neonata squadra del Lechia Gdańsk si iscrisse alla sesta divisione. Dopo la stagione 2001-2002 il Lechia-Polonia si sciolse, con il risultato che il neonato Lechia divenne la continuazione del club originale, mentre il Polonia Danzica si era già riformato in sesta divisione nel 1999.
La neonata squadra indipendente del Lechia Gdańsk raccolse molti successi iniziali, vincendo ben quattro campionati consecutivi, quello di sesta serie nel suo primo anno di vita, nella stagione 2001-2002, e poi quello di quinto livello, nel 2002-2003, quello di quarto livello, nel 2003-2004 e infine il campionato di terzo livello, nel 2004-2005. Dopo quattro stagioni come club indipendente dopo le fusioni fallite con Olimpia e Polonia, il Lechia si ritrovò, con un balzo notevole, nella seconda divisione del calcio polacco.
Tornato in II liga, il Lechia concluse la stagione 2005-2006 al decimo posto, ottenendo una comoda salvezza, poi ottenne il quinto posto l'anno successivo. La stagione 2007-2008 fu la ventesima annata della squadra al di fuori della massima serie, a seguito di due fusioni fallite e al ritorno in seconda divisione. Nel corso della stagione lo stadio MOSiR divenne una "fortezza", con il Lechia che vinse 14 delle 17 partite casalinghe disputate, perdendo solo una in casa, contro l'Odra Opole. Il Lechia faticò, tuttavia, fuori casa, vincendo 6 delle 17 partite in trasferta. Sospinto da giocatori quali Maciej Rogalski, Paweł Buzała e Piotr Cetnarowicz, tutti a segno più di dieci volte ciascuno nel corso della stagione, malgrado un rendimento in trasferta non eccelso, alla fine della stagione è il lechia ottenne il primo posto in serie cadetta, assicurandosi così con la promozione Ekstraklasa, la massima serie polacca.
Nella stagione 2008-2009 il Lechia, tornato in Ekstraklasa per la prima volta dopo la retrocessione subita nel 1987-1988, perse 16 delle 30 partite giocate, centrando la salvezza con un margine di tre punti sulla zona retrocessione, grazie al rendimento casalingo (7 delle 9 vittorie totali furono ottenute nelle partite casalinghe). Nel gennaio 2009 i membri del Lechia Gdańsk (OSP) firmarono un documento che costituiva la Lechia Gdansk S.A. (Spółka Akcyjna, società per azioni). Durante questa stagione la città di Danzica fu scelta come una delle sedi del campionato d'Europa 2012 in Polonia e Ucraina, il che significava che la squadra si sarebbe trasferita dallo stadio MOSiR a un nuovo stadio da 43 000 posti nel 2011. 
Ottavo classificato in campionato nel 2009-2010, annata impreziosita dal raggiungimento delle semifinali della Coppa di Polonia, il Lechia bissò il piazzamento nel 2010-2011, raggiungendo di nuovo le semifinali della coppa nazionale. Per la prima volta dalla promozione nella massima serie, nel 2010-2011 il Lechia vinse più partite di quante ne perse, chiudendo l'annata con una differenza reti positiva e piazzando il giocatore Abdou Traoré al primo posto della classifica dei marcatori. Fu questa l'ultima stagione in cui il Lechia giocò le gare casalinghe allo stadio MOSiR, dove era di scena dal 1945. L'ultima partita giocata allo stadio fu l'ultima partita della stagione 2010-2011, contro lo Zagłębie Lubin, che vinse per 2-1.
La stagione 2011-2012 vide il Lechia trasferirsi nel nuovo stadio, dove esordì pareggiando per 1-1 contro il KS Cracovia. Vinte solo tre partite casalinghe in stagione, con 21 reti realizzate in 30 incontri, la squadra si piazzò al tredicesimo posto. Nel 2012-2013, pur vincendo solo tre partite in casa come nell'annata precedente, grazie a un migliore rendimento in trasferta riuscì a ottenere l'ottavo posto. Con la retrocessione del Polonia Varsavia (che aveva concluso la stagione al sesto posto) a causa di problemi finanziari, il Lechia fu innalzato al settimo posto, il piazzamento più alto dal suo ritorno nella massima serie.
Nella stagione 2013-2014 dell'Ekstraklasa furono apportate importanti modifiche nella formula del torneo, con l'introduzione di due appendici della stagione regolare, una poule scudetto (per squadre che si piazzavano dal primo all'ottavo posto) e una poule retrocessione (squadre che finiscono dal nono al sedicesimo posto). Ciò fece aumentare il numero complessivo di partite giocate in una stagione da 30 a 37. Ottavo classificato dopo le 30 partite della stagione regolare, il Lechia si piazzò quarto nella poule scudetto, mancando di poco l'accesso ai turni di qualificazione di Europa League, a causa della vittoria dello Zawisza Bydgoszcz nella Coppa di Polonia. Il quarto posto fu il miglior piazzamento del Lechia dalla stagione 1955-1956, in cui il club di Danzica aveva concluso terzo.
Il 2014-2015 vide il Lechia lottare per non retrocedere sino alla pausa invernale. Durante la finestra di mercato di metà stagione Sebastian Mila rientrò nel club dove aveva iniziato la carriera professionistica quattordici anni prima. Il nazionale polacco diventò il capitano del Lechia per il resto della stagione e aiutò il club a raggiungere l'ottavo posto nella stagione regolare. Nella poule scudetto il Lechia riuscì a finire quinto, mancando ancora una volta di poco la qualificazione all'Europa League.
Per la stagione 2015-2016, oltre a Mila e Łukasik, i nazionali polacchi già presenti nel club, arrivarono Ariel Borysiuk, Sławomir Peszko, Jakub Wawrzyniak, Grzegorz Wojtkowiak e l'ex nazionale serbo Miloš Krasić. Nonostante i nuovi innesti, il Lechia faticò ad inizio stagione e rimase appena sopra la zona retrocessione fino alla pausa invernale. Settima classificata nella stagione regolare, il Lechia si classificò ancora una volta quinto nella poule scudetto, fallendo di poco la qualificazione all'Europa League. Grzegorz Kuświk, arrivato al Lechia dal Ruch Chorzów durante l'estate, concluse la stagione con 11 gol, risultando uno dei migliori marcatori di quella stagione del campionato polacco.
Il 2016-2017 vide il Lechia migliorare il rendimento. Combinando calciatori come Haraslín a giocatori con esperienza internazionale che avevano firmato per il club nella stagione precedente e si erano ormai stabiliti nel club, oltre che nuovi arrivi come i gemelli Marco e Flávio Paixão, Rafał Wolski e Dušan Kuciak, il Lechia ottenne quasi sempre la vittoria casalinga, con sole tre partite senza successo in casa. In vetta alla classifica dopo dieci giornate, chiuse poi al quarto posto. Nell'ultima partita casalinga della stagione, contro il Pogoń Stettino, si conclusero le militanze ultradecennali nel Lechia di Piotr Wiśniewski e Mateusz Bąk. All'inizio dell'ultima partita della stagione il Lechia era al quarto posto, due punti dietro il Legia Varsavia, che era in testa alla classifica. Con una vittoria in trasferta contro il Legia, il Lechia aveva grandi possibilità di vincere per la prima volta il titolo polacco, ma la partita terminò con il risultato di 0-0 e, unitamente al pareggio tra Lech Poznań e Jagiellonia, il Lechia concluse il torneo con gli stessi punti di Lech e Jagiellonia, che conclusero rispettivamente al secondo e terzo posto: la squadra di Danzica fu penalizzata da un peggiore rendimento negli scontri diretti. Per la terza stagione consecutiva il Lechia mancò la qualificazione all'Europa League per una sola posizione, questa volta a causa del fatto che la principale rivale, l'Arka Gdynia, ottenne il posto per le coppe europee vincendo la Coppa di Polonia. Marco Paixão terminò la stagione come capocannoniere del campionato con 18 gol, ex aequo con Marcin Robak.
Nel 2017-2018 le grandi aspettative suscitate dall'annata precedente furono totalmente disattese. Il Lechia trascorse, infatti, gran parte dell'annata nella metà inferiore della classifica e chiuse la stagione regolare al quattordicesimo posto, appena un punto sopra la zona retrocessione. Fu la prima stagione in cui il Lechia partecipò alla poule retrocessione. Le vittorie contro Nieciecza, Arka Gdynia e Piast Gliwice fecero sì che il Lechia concludesse la poule retrocessione al tredicesimo posto, due posizioni e tre punti sopra la zona rossa. Marco e Flávio Paixão diedero un enorme contributo alla permanenza del Lechia in massima serie, rispettivamente con 16 e 10 gol. Alla fine della stagione Sebastian Mila si ritirò dall'attività agonistica, dopo aver militato nel Lechia in due periodi distinti.
Sotto la guida di Piotr Stokowiec, subentrato già per le ultime partite della deludente stagione precedente, nel 2018-2019 la squadra cominciò bene, vincendo cinque delle prime sette partite. Dopo un settembre difficile, il Lechia rimase imbattuto per tredici partite, vincendo tra l'altro a Poznań contro il Lech per la prima volta in cinquantadue anni. L'imbattibilità portò il Lechia a guidare la classifica di Ekstraklasa alla pausa invernale. Dopo la ripresa del torneo la squadra perse solo due delle undici partite giocate successivamente. Dopo aver perso l'ultima partita della stagione regolare contro il Cracovia per 4–2, il Lechia si ritrovò al primo posto per differenza reti, con tre gol segnati in più del Legia Varsavia. Intanto il percorso nella coppa nazionale fu molto soddisfacente, con l'approdo in finale contro lo Jagiellonia Białystok e la vittoria per 1-0 con gol di Artur Sobiech al quinto minuto di recupero del secondo tempo. Vinta la Coppa di Polonia per la seconda volta, il Lechia deluse poi nella poule dopo aver perso solo quattro partite su trenta nella stagione regolare precedenti, fu sconfitto in quattro delle sette partite della poule scudetto. Nonostante il finale deludente, fu una stagione storica per il club di Danzica, che al successo nella coppa nazionale abbinò il terzo posto in campionato, miglior piazzamento dal 1956.
Vinta la Supercoppa di Polonia 2019 grazie al 3-1 nella sfida contro il Piast Gliwice ed eliminata dal Brøndby nei turni preliminati di Europa League, nel 2019-2020 la squadra vinse solo una delle prime sei partite di campionato, ma con cinque vittorie di fila si portò poi in testa alla classifica, dopo aver battuto in trasferta il Legia Varsavia per 1-2. Malgrado i gol di Flávio Paixão, che divenne lo straniero con più reti segnate nella storia del campionato polacco, un rendimento altalenante penalizzò la squadra e contemporaneamente emerse una situazione di insolvenza del club nei confronti dei suoi giocatori, che non venivano pagati da mesi e che, pertanto, avrebbero potuto chiedere legalmente la risoluzione del proprio contratto. Il Lechia andò alla pausa invernale al settimo posto, ma nella finestra invernale del calciomercato lasciarono Danzica calciatori chiave come Lukáš Haraslín, Artur Sobiech, Daniel Łukasik e Rafał Wolski, mentre Sławomir Peszko e Błażej Augustyn si allenarono con la squadra del Lechia II fino a quando non furono raggiunti degli accordi. Con l'assenza di giocatori fondamentali, l'intera panchina nella prima partita dopo la ripresa del torneo fu composta da adolescenti della squadra Under-23. nella gara vinta per 1-0 contro il Piast, Kacper Urbański divenne il più giovane giocatore di sempre a iniziare dal primo minuto di gioco una partita del Lechia e il giocatore più giovane di sempre ad iniziare una partita di Ekstraklasa. In un campionato condizionato pesantemente dalla pandemia di COVID-19, che causò la chiusura degli stadi al pubblico e poi la sospensione del torneo, il Lechia chiuse la stagione al quarto posto e raggiunse la finale di Coppa di Polonia, dove perse per 3-2 dopo i tempi supplementari contro il Cracovia.
Persi Filip Mladenović e Lukáš Haraslín, nel 2020-2021 il Lechia perse due delle prime tre partite di campionato, prima di ritrovare un po' di forma e portarsi al quarto posto. Gli effetti del coronavirus si fecero nuovamente sentire durante la stagione, con la partita contro il Wisła Cracovia rinviata a causa di un focolaio nella squadra del Wisła. Jaroslav Mihalík fu il primo caso di giocatore del Lechia contagiato dal virus il 10 ottobre 2020, quando era in ritiro con la nazionale. All'inizio di novembre la squadra fu vittima di un'epidemia che colpì 13 giocatori e 7 membri dello staff tecnico. Dopo un mese senza partite disputate, il Lechia tornò poi in campo e chiuse la prima parte di stagione all'ottavo posto. Dopo la pausa invernale, la scarsa forma del Lechia e l'eliminazione dalla coppa nazionale contro il Puszcza Niepołomice, unitamente a sei sconfitte in sette partite, parvero preludere al peggio, ma vincendo cinque delle successive otto partite (una sola sconfitta) la squadra recuperò terreno. Dopo questo periodo la forma del Lechia calò nuovamente, con soli sei punti ottenuti nelle ultime sette partite della stagione. La squadra giunse all'ultima partita della stagione sapendo che una vittoria sarebbe stata sufficiente per assicurarsi la qualificazione alle coppe europee, ma perse contro lo Jagiellonia e chiuse al settimo posto.
La stagione 2021-22 vide cambiamenti nella struttura del campionato, con le squadre di massima serie che passarono da 16 a 18 e l'abolizione della poule scudetto e della poule retrocessione. Persa solo una delle prime sei partite del campionato, a seguito di un pari con una rimonta subita sprecando un vantaggio di 2-0 Piotr Stokowiec, alla luce dell'altalenante rendimento, fu esonerato e sostituito da Tomasz Kaczmarek, che inizialmente rimase imbattuto in nove partite di campionato, consentendo al Lechia di lottare per il secondo e il terzo posto. La serie si interruppe male, con una sconfitta per 5-1, cui seguirono altre battute d'arresto, tre in quattro partite. Quinto alla pausa invernale, il Lechia, il club fu al centro di nuove speculazioni sulle difficoltà finanziarie, ma le preoccupazioni furono ben presto dissipate, dato che la situazione non era così grave come inizialmente temuto. Anche grazie a cinque vittorie in sette partite, la squadra mantenne il passo delle prime squadre in graduatoria, con Flávio Paixão che divenne il primo straniero a segnare cento gol in Ekstraklasa. Il pareggio per 0-0 contro il Pogoń Stettino alla penultima giornata fu sufficiente per assicurare al Lechia un posto nella Conference League della stagione successiva.
La successiva stagione 2022-2023 fu molto infruttuosa per il Lechia. Nelle qualificazioni alla Conference League, dopo aver battuto l'Akademija Pandev al primo turno, il club di Danzica fu eliminato dal Rapid Vienna. A conclusione di un'annata infausta i biancoverdi, dopo aver perso in casa contro lo Zagłębie Lubin alla quartultima giornata, retrocessero in seconda serie per la prima volta dal 2008.
Alla fine della stagione 2023-2024 vince la serie cadetta, conquistando così un immediato ritorno in massima serie. 

## Strutture

### Stadio

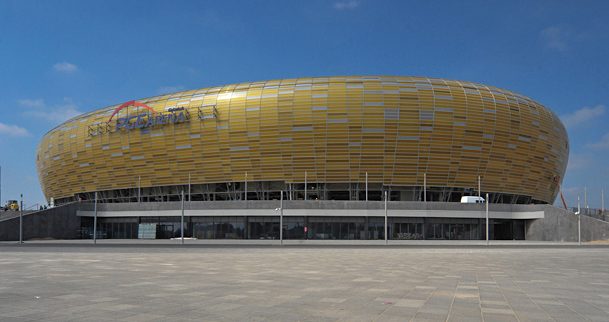
Lo stadio Energa Gdańsk

L'impianto casalingo lo stadio Energa Gdańsk, costruito nel 2008 e ultimato nel 2011 nell'ambito dell'organizzazione del campionato europeo di calcio 2012 in Polonia ed Ucraina. Precedentemente, dal 1945 al 2011, la squadra ha giocato le proprie partite allo stadio del centro sportivo di Danzica, già noto come stadio MOSiR.

## Palmarès

### Competizioni nazionali
- Coppa di Polonia: 2

1982-1983, 2018-2019
- Supercoppa di Polonia: 2

1983, 2019
- Campionato polacco di seconda divisione: 4

1951, 1983-1984, 2007-2008, 2023-2024

### Altri piazzamenti
- Campionato polacco:

Terzo posto: 1956, 2018-2019
- Coppa di Polonia:

Finalista: 1954-1955, 1982-1983, 2019-2020
Semifinalista: 2009-2010, 2010-2011

## Organico

### Rosa 2025-2026
Aggiornata al 20 agosto 2025. .
| N. |                                 | Ruolo | Calciatore       |
| -- | ------------------------------- | ----- | ---------------- |
| 1  | Polonia (bandiera)              | P     | Szymon Weirauch  |
| 3  | Svezia (bandiera)               | D     | Elias Olsson     |
| 4  | Kosovo (bandiera)               | D     | Bujar Pllana     |
| 5  | Ucraina (bandiera)              | C     | Ivan Želizko     |
| 6  | Svezia (bandiera)               | C     | Karl Wendt       |
| 7  | Ucraina (bandiera)              | A     | Bohdan V"junnyk  |
| 10 | Bosnia ed Erzegovina (bandiera) | C     | Rifet Kapić      |
| 11 | Colombia (bandiera)             | A     | Camilo Mena      |
| 15 | Ucraina (bandiera)              | D     | Maksym Djačuk    |
| 16 | Lettonia (bandiera)             | D     | Alvis Jaunzems   |
| 17 | Ucraina (bandiera)              | C     | Anton Carenko    |
| 21 | Polonia (bandiera)              | A     | Michal Glogowski |

| N. |                                | Ruolo | Calciatore              |
| -- | ------------------------------ | ----- | ----------------------- |
| 23 | Polonia (bandiera)             | D     | Miłosz Kałahur          |
| 26 | Polonia (bandiera)             | D     | Bartosz Brzęk           |
| 27 | Slovacchia (bandiera)          | D     | Matúš Vojtko            |
| 29 | Ucraina (bandiera)             | P     | Bohdan Sarnavs'kyj      |
| 33 | Polonia (bandiera)             | C     | Tomasz Wójtowicz        |
| 72 | Emirati Arabi Uniti (bandiera) | A     | Mohamed Awad Alla       |
| 79 | Polonia (bandiera)             | A     | Kacper Sezonienko       |
| 81 | Polonia (bandiera)             | P     | Kacper Gutowski         |
| 88 | Polonia (bandiera)             | C     | Bartosz Szczepankiewicz |
| 89 | Slovacchia (bandiera)          | A     | Tomáš Bobček            |
| 90 | Polonia (bandiera)             | A     | Dawid Kurminowski       |
| 99 | Polonia (bandiera)             | C     | Tomasz Neugebauer       |